# Oktober 2008
Portal Geschichte | Portal Biografien | Aktuelle Ereignisse | Jahreskalender | Tagesartikel

◄ |
20. Jahrhundert |
21. Jahrhundert

◄ |
1970er |
1980er |
1990er |
2000er
| 2010er | 2020er | 2030er | ►

◄ |
2004 |
2005 |
2006 |
2007 |
2008
| 2009 | 2010 | 2011 | 2012 | ►

◄ |
Juli 2008 |
August 2008 |
September 2008 |
Oktober 2008 |
November 2008 |
Dezember 2008 |
Januar 2009 |
►
Dieser Artikel behandelt tagesbezogene Nachrichten und Ereignisse im Oktober 2008.

## Tagesgeschehen

### Mittwoch, 1. Oktober 2008

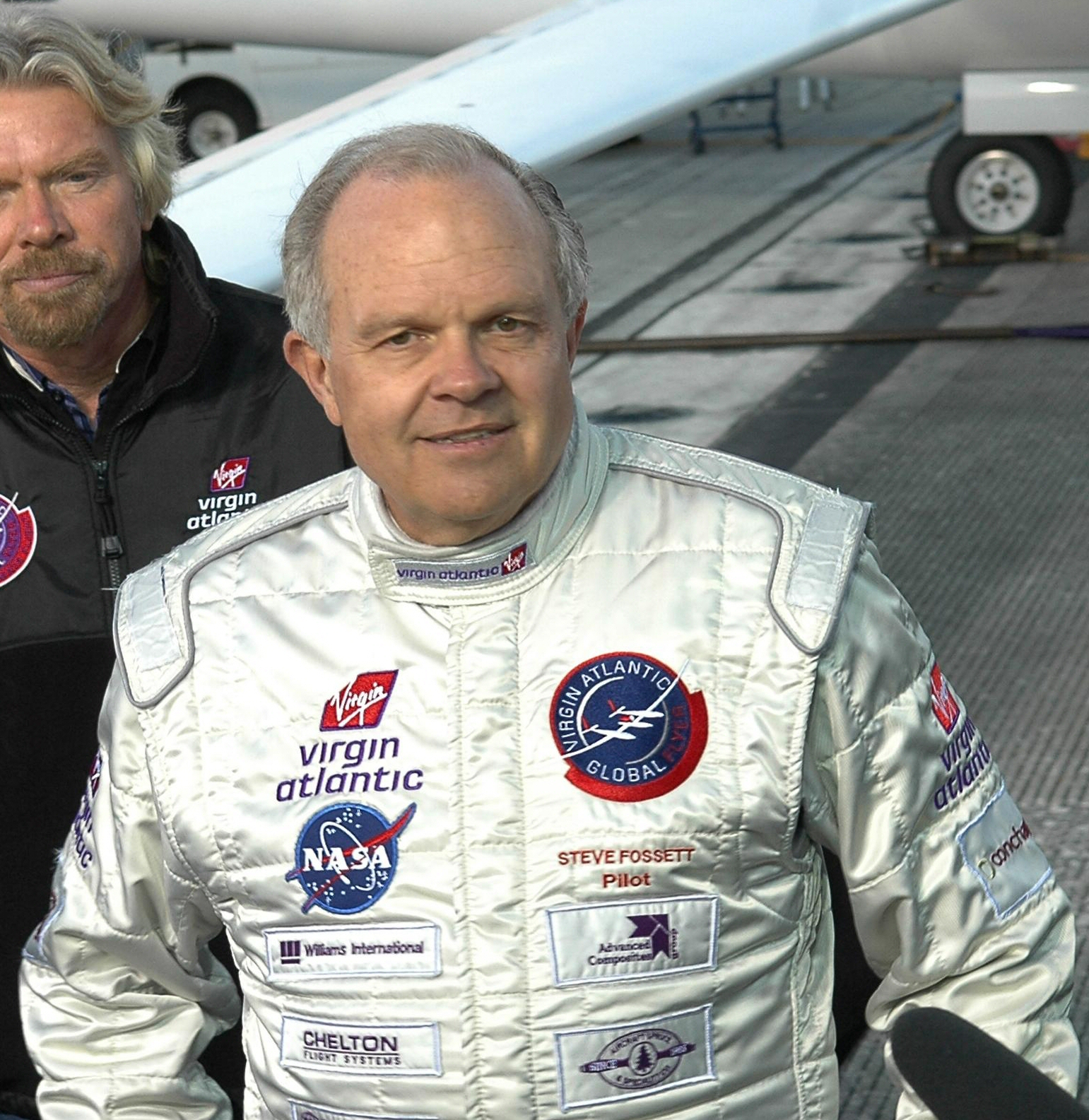
Steve Fossett

- Deutschland: In Bochum, Duisburg, Essen, Frankfurt am Main, München und anderen Städten werden Umweltzonen eingeführt, sodass nur noch emissionsarme Kraftfahrzeuge in den Innenstädten verkehren können.[1][2][3]
- München/Deutschland: Der bayerische Ministerpräsident Günther Beckstein (CSU) gibt seinen Rücktritt bekannt. Als Grund nennt er das Abschneiden der CSU bei der Landtagswahl im September, durch die seine Partei 32 Mandate einbüßte.[4]
- Stockholm/Schweden: Zu den Preisträgern des Right Livelihood Awards gehören in diesem Jahr u. a. die Kölner Ärztin Monika Hauser, die Journalistin Amy Goodman und die somalische Friedensaktivistin Asha Haji Elmi.[5]
- Stuttgart/Deutschland: Das United States Africa Command nimmt in Stuttgart seine Arbeit auf.[6]
- Tiflis/Georgien: Die Beobachtermission der Europäischen Union nimmt knapp zwei Monate nach dem Beginn des Kaukasus-Konflikts ihre Arbeit in Georgien auf.[7]
- Washington, D.C./Vereinigte Staaten: Das Wrack des Flugzeugs des verschwundenen Abenteurers Steve Fossett wird in Kalifornien gefunden. Fossett ist vermutlich nicht mehr am Leben.[8]

### Donnerstag, 2. Oktober 2008
- Frankfurt am Main/Deutschland: Das Landgericht verurteilt den ehemaligen Sportchef des Hessischen Rundfunks Jürgen Emig wegen Korruption zu zwei Jahren und acht Monaten Haft.[9]
- Frankfurt am Main/Deutschland: Der israelische Schriftsteller David Grossmann erhält den Geschwister-Scholl-Preis 2008.[10]
- Los Angeles/Vereinigte Staaten: Die US-amerikanische Filmindustrie strebt eine Klage gegen Real Networks wegen illegaler Umgehung des DVD-Kopierschutzes an.[11]

## Weblinks

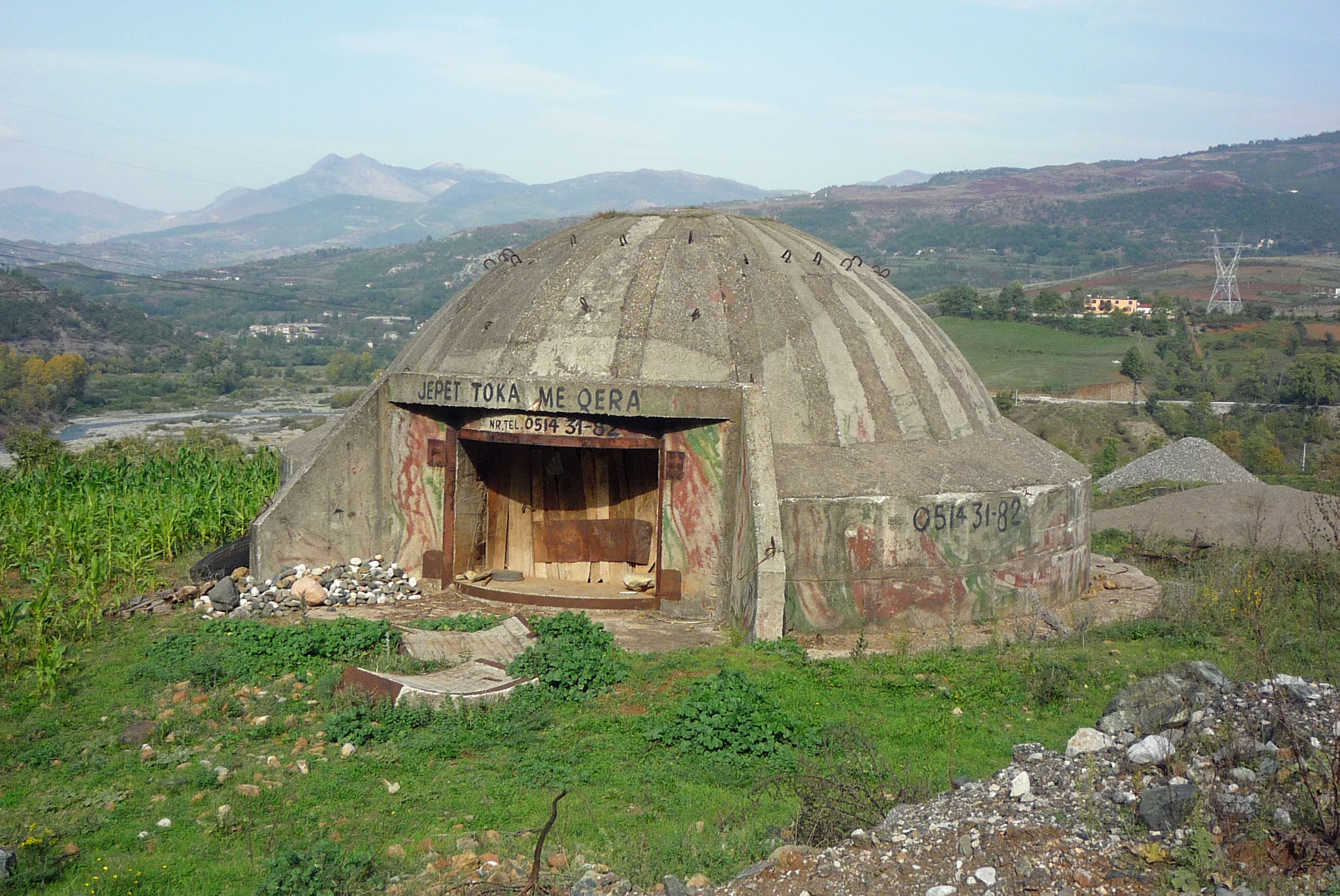
Albanien im Oktober 2008

### Freitag, 3. Oktober 2008
- Washington, D.C./Vereinigte Staaten: Das Repräsentantenhaus stimmt im zweiten Anlauf einem Gesetzespaket zur Rettung des Finanzsektors zu. Der Plan umfasst Hilfen in Höhe von 700 Milliarden US-Dollar.[12]
- Zchinwali/Georgien: Bei einer Bombenexplosion in der Hauptstadt des von Georgien abtrünnigen Gebiets Südossetien sterben sieben russische Soldaten.[13]

### Samstag, 4. Oktober 2008
- Rotenburg/Deutschland: Die Delegierten der SPD Hessen bestätigen auf einem Sonderparteitag den Kurs ihrer Landesvorsitzenden Andrea Ypsilanti und geben grünes Licht für die Aufnahme von Koalitionsverhandlungen mit den Grünen und für Tolerierungsgespräche mit den Linken.[14]
- Türkei: Bei einem Angriff auf einen Grenzschutzposten töten bewaffnete Kämpfer der Arbeiterpartei Kurdistans (PKK), die vom Nordirak aus agieren, 15 türkische Soldaten. 23 PKK-Milizionäre kommen bei einem Gegenangriff ums Leben.[15]

### Sonntag, 5. Oktober 2008
- Berlin/Deutschland: Die Regierungsparteien einigen sich auf einen Krankenkassenbeitrag von 15,5 % des Arbeitsentgelts zum 1. Januar 2009 im neuen Gesundheitsfonds. Im Gegenzug soll der Beitragssatz zur Arbeitslosenversicherung auf 2,8 % sinken.[16]
- Bischkek/Kirgisistan: Bei einem Erdbeben der Stärke 6,6 MW kommen im Grenzgebiet von Kirgisistan und Tadschikistan mindestens 65 Menschen ums Leben.[17]
- Mossul/Irak: Während einer Razzia durch die Streitkräfte der Vereinigten Staaten kommt es in einem Wohnhaus zu einem Selbstmordattentat, das mindestens elf Menschenleben fordert. Bei der Aktion stirbt auch der marokkanisch-stämmige Schwede Mohamed Moumou, der unter dem Kampfnamen Abu Kaswarah eine Führungsrolle in der Terrororganisation al-Qaida einnahm.[18][19]

### Montag, 6. Oktober 2008

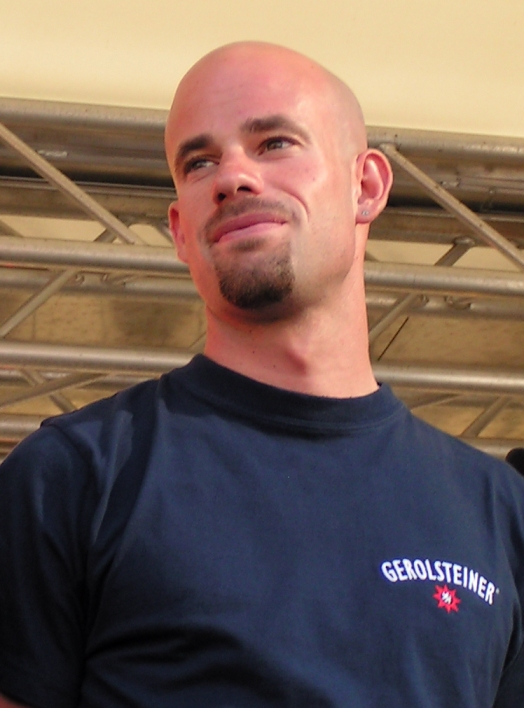
Stefan Schumacher

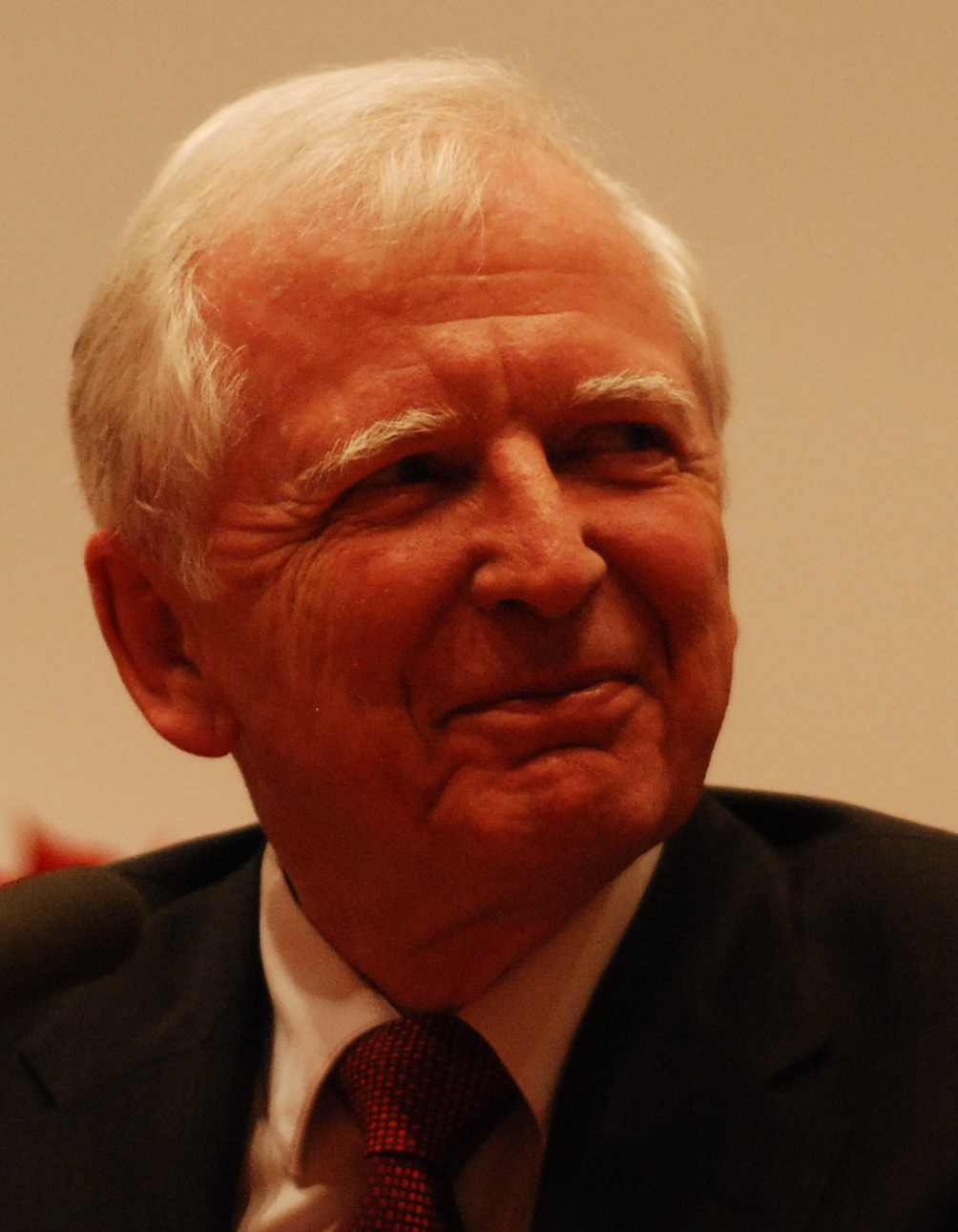
Harald zur Hausen

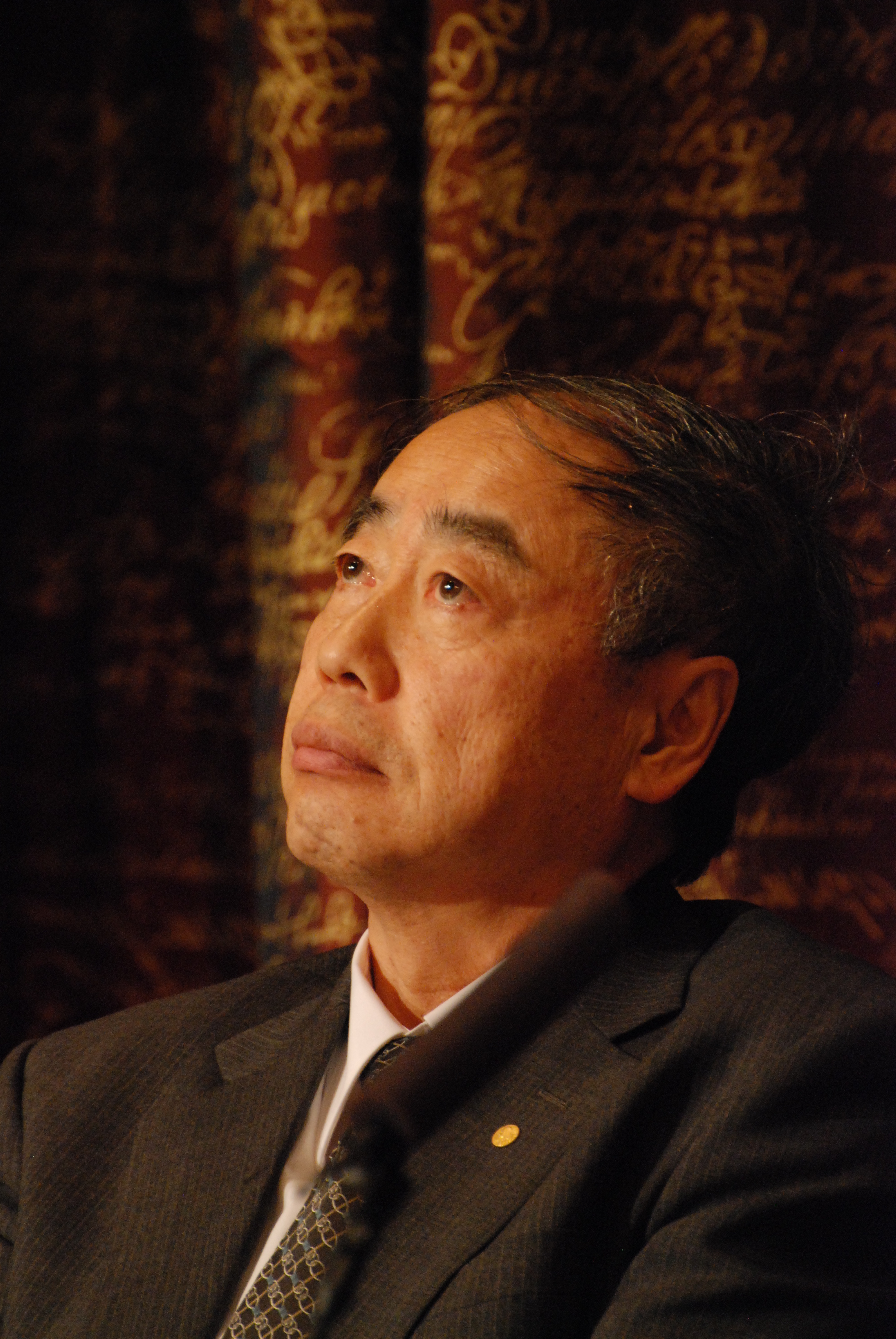
Makoto Kobayashi

- Paris/Frankreich: Das Ergebnis einer bei der diesjährigen Tour de France entnommenen Probe des Straßenradsport-Profis Stefan Schumacher wird bekanntgegeben. In der Probe wurde das Blutdopingmittel CERA (EPO) nachgewiesen. Das Team Gerolsteiner suspendiert Schumacher mit sofortiger Wirkung.[20]
- Reykjavík/Island: Angesichts der weltweiten Finanzkrise übernimmt die isländische Regierung zur Abwendung eines Staatsbankrotts die Kontrolle über den gesamten nationalen Bankensektor. Der Internationale Währungsfonds entsendet Beobachter in das vom finanziellen Zusammenbruch bedrohte Land.[21]
- Schwerin/Deutschland: Der Landtag von Mecklenburg-Vorpommern wählt den SPD-Landesvorsitzenden und früheren Sozialminister Erwin Sellering zum neuen Ministerpräsidenten des Landes. Sein Amtsvorgänger Harald Ringstorff (SPD) trat aus Altersgründen zurück.[22]
- Stockholm/Schweden: Der Nobelpreis für Physiologie oder Medizin wird in diesem Jahr an drei Wissenschaftler vergeben, an den Deutschen Harald zur Hausen für die Entdeckung, dass humane Papillomviren Gebärmutterhalskrebs auslösen können, sowie an die Franzosen Françoise Barré-Sinoussi und Luc Montagnier für die Entdeckung des HI-Virus. Den Nobelpreis für Physik werden in diesem Jahr der in Japan geborene Amerikaner Yōichirō Nambu für die Entdeckung der spontanen Symmetriebrechung sowie die Japaner Makoto Kobayashi und Toshihide Masukawa für ihre Erklärung der CP-Verletzung subatomarer Teilchen erhalten.[23][24]
- Wien/Österreich: Das amtliche Endergebnis der Nationalratswahl vom 28. September steht fest und ergibt zwei Mandatsverschiebungen gegenüber dem vorläufigen Ergebnis. Die SPÖ gibt ein Mandat an die ÖVP und die FPÖ eines an die Grünen ab. Stärkste Partei bleibt die SPÖ.

### Dienstag, 7. Oktober 2008
- Bangkok/Thailand: In der Hauptstadt kommt es zu den bisher schwersten Ausschreitungen seit dem Beginn der Proteste gegen die Vormachtstellung der Regierungspartei PPP. Zwei Menschen werden getötet und mehr als 400 verletzt.[25]
- Erdsphäre: Über dem nördlichen Sudan tritt der Asteroid 2008 TC3 wie auf Grundlage vorheriger Entdeckungen und Beobachtungen vom Jet Propulsion Laboratory in Pasadena, Vereinigte Staaten, vorhergesagt, in die Erdatmosphäre ein. Es ist das erste Mal, dass ein solches Ereignis präzise berechnet wurde.[26]
- München/Deutschland: Die CSU-Politiker Thomas Goppel und Joachim Herrmann ziehen ihre Kandidatur für das Amt des Bayerischen Ministerpräsidenten zurück. Damit ist Horst Seehofer der letzte verbliebene Kandidat.[27]
- Stuttgart/Deutschland: 20 Professoren der Universität Hohenheim veröffentlichen den „Hohenheimer Aufruf zur Finanzkrise“ mit dem Untertitel: „Keine Wirtschaftskrise herbeireden!“[28]

### Mittwoch, 8. Oktober 2008

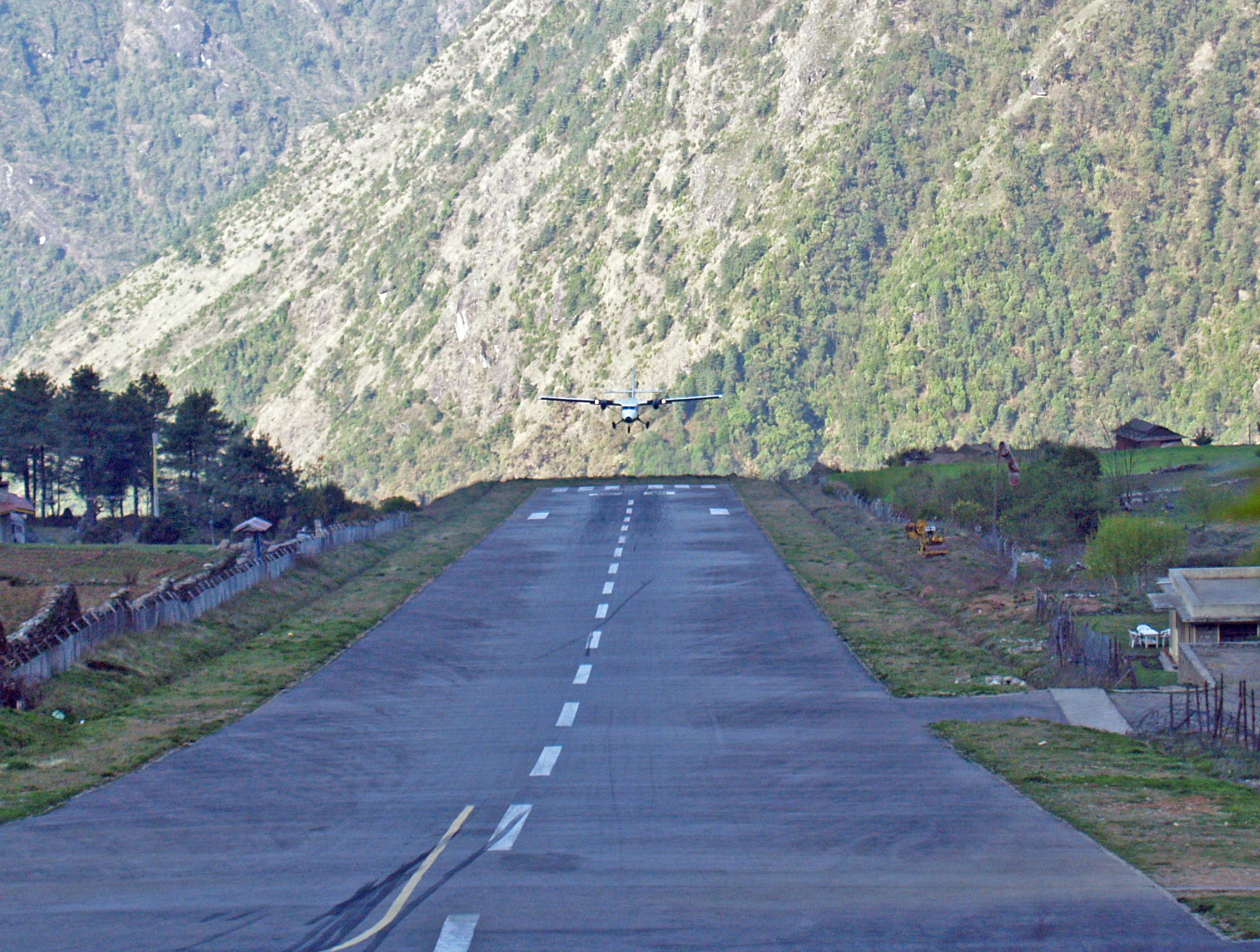
Start- und Landebahn des Flughafens Lukla

- Frankfurt am Main/Deutschland, Washington, D.C./Vereinigte Staaten: In einer konzertierten Aktion senken im Zuge der Finanzkrise sechs weltweit führende Währungsbehörden ihre Leitzinsen, darunter die Europäische Zentralbank, die ihren Leitzins um 0,5 Punkte auf 3,75 % senkt, sowie die Fed, die ihn um 0,5 Punkte auf 1,5 % senkt.[29]
- London/Vereinigtes Königreich: Die britische Regierung unter Gordon Brown legt dem Parlament einen Erlass vor, mit dem die Vermögenswerte der von der Finanzkrise schwer getroffenen isländischen Bank Landsbanki im Vereinigten Königreich eingefroren werden sollen. Die Parlamentarier stimmen dem Plan im weiteren Verlauf des Tages zu.[30]
- Lukla/Nepal: Während des Landeanflugs auf den Flughafen Lukla verunglückt ein Flugzeug vom Typ DHC-6. Durch den Absturz kommen 18 Menschen ums Leben, darunter zwölf Deutsche.[31]
- Stockholm/Schweden: Der Nobelpreis für Chemie 2008 geht an den Japaner Osamu Shimomura sowie die Amerikaner Martin Chalfie und Roger Tsien für die Entdeckung und Entwicklung des grün fluoreszierenden Proteins.[32]
- Tokio/Japan: Der Aktienindex Nikkei 225 erleidet mit einem Verlust von 9,4 % den größten Tagesverlust seit dem 20. Oktober 1987. Auch die anderen Indizes in Asien verlieren deutlich.[33]

### Donnerstag, 9. Oktober 2008
- Berlin/Deutschland: Die Deutsche Bahn AG verschiebt den auf den 27. Oktober angesetzten Börsengang der DB Mobility Logistics wegen der Verunsicherung auf dem Kapitalmarkt auf unbestimmte Zeit.[34]
- Stockholm/Schweden: Der französische Schriftsteller Jean-Marie Gustave Le Clézio wird in diesem Jahr mit dem Nobelpreis für Literatur und der ehemalige finnische Staatspräsident Martti Ahtisaari mit dem Friedensnobelpreis ausgezeichnet werden. Ahtisaari erhält den Preis für seine diplomatischen Bemühungen zur Überwindung des Konflikts im Kosovo und des Konflikts in der indonesischen Provinz Aceh.[35][36]

### Freitag, 10. Oktober 2008
- Frankfurt am Main/Deutschland, New York/Vereinigte Staaten: Nach starken Kursverlusten der Aktien an der New York Stock Exchange und großen Verlusten des japanischen Aktienindex Nikkei 225 gibt der Deutsche Aktienindex zeitweise um 11,8 % nach und notiert am Ende des Handelstags noch 7 % unter dem Wert des Vortags. In New York eröffnet der Index Dow Jones Industrial Average mit einem Minus von 8 %.[37]
- London/Vereinigtes Königreich: Das britische Militär meldet den Verlust einer Festplatte mit Angaben über Militärangehörige und Bewerber. Insgesamt sind Daten zu rund 700.000 Personen betroffen.[38]

### Samstag, 11. Oktober 2008

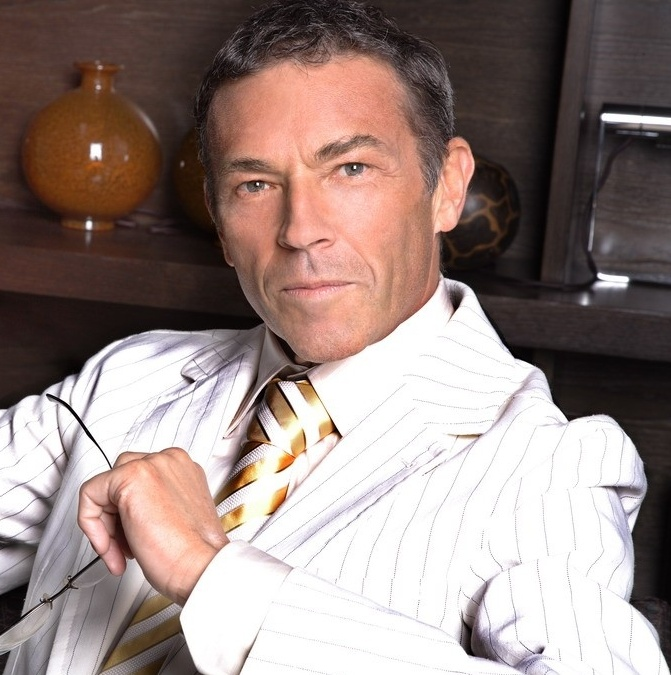
Jörg Haider

- Berlin/Deutschland: In Berlin protestieren nach Polizeiangaben rund 30.000, laut Veranstalter 100.000, Menschen auf der Demonstration „Freiheit statt Angst“ gegen die von Bundestag und Bundesrat beschlossene Vorratsdatenspeicherung. Sie sehen in der Vorratsdatenspeicherung, gegen die seit Dezember 2007 eine Verfassungsbeschwerde anhängig ist, u. a. einen Eingriff in ihre Privatsphäre.[39]
- Berlin/Deutschland: Der ukrainische Boxer Vitali Klitschko besiegt den nigerianischen Boxer Samuel Peter und ist nach einer Unterbrechung von 1.400 Tagen wieder Weltmeister im Schwergewicht des World Boxing Councils (WBC). Im Jahr 2005 war Vitali Klitschko als ungeschlagener Weltmeister der WBC zurückgetreten.[40]
- Kailua-Kona/Vereinigte Staaten: Der Ironman Hawaii endet mit Siegen von Chrissie Wellington aus dem Vereinigten Königreich bei den Frauen und Craig Alexander aus Australien bei den Herren.[41][42]
- Klagenfurt/Österreich: Infolge des heutigen Unfalltods des Kärntner Landeshauptmanns Jörg Haider von der Partei Bündnis Zukunft Österreich wird bis zu einer Neuwahl des Landtags dessen 1. Stellvertreter und Parteikollege Gerhard Dörfler die Regierungsgeschäfte führen.[43]
- Münster/Deutschland: Der Westfälische Friedenspreis wird an den früheren Generalsekretär der Vereinten Nationen Kofi Annan und an das Libanon-Projekt der Jungen Malteser verliehen. Die Laudatio vor über 380 geladenen Gästen hält Bundesaußenminister Frank-Walter Steinmeier (SPD).[44]
- Washington, D.C./Vereinigte Staaten: Nachdem Nordkorea den Inspektoren der Internationalen Atomenergieorganisation den unbegrenzten Zugang zu den Atomanlagen seines Kernwaffenprogramms erlaubte, streicht die US-Regierung die Volksrepublik von der Liste der Terrorstaaten.[45]

### Sonntag, 12. Oktober 2008
- Baikonur/Kasachstan: In der Mission Sojus TMA-13 erfolgt der Raketenstart.
- Österreich: In Nachfolge des tödlich verunglückten Kärntner Landeshauptmanns Jörg Haider übernimmt Stefan Petzner kommissarisch den Vorsitz der Partei BZÖ.[46]
- Pjöngjang/Nordkorea: Nach der Streichung von der Liste der „Schurkenstaaten“ durch die Vereinigten Staaten kündigt die nordkoreanische Staatsführung die Abschaltung der kerntechnischen Anlage Nyŏngbyŏn an.[47]
- Vilnius/Litauen: Die Wahl des Parlaments und ein nationales Referendum über die Schließung des Kernkraftwerks Ignalina finden statt.

### Montag, 13. Oktober 2008

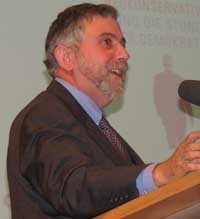
Paul Krugman

- Frankfurt am Main/Deutschland, New York/Vereinigte Staaten: Spekulationen über nationale Hilfspakete zur Stabilisierung von Banken als Antwort auf die Finanzkrise führen zu einer Erholung an den Wertpapierbörsen. Einige Aktienindizes verbuchen die größten Tagesgewinne seit vielen Jahren, der DAX sogar den größten Tagesgewinn seit seiner Einführung vor 20 Jahren. Der DAX, der Dow Jones Industrial Average, der Nasdaq Composite und der S&P 500 notieren jeweils rund 11 % höher als zu Handelsbeginn.[48][49]
- Stockholm/Schweden: Der Wirtschaftsnobelpreis wird in diesem Jahr dem amerikanischen Ökonomen Paul Krugman verliehen werden.[50]

### Dienstag, 14. Oktober 2008
- Ottawa/Kanada: Die Konservative Partei von Premierminister Stephen Harper gewinnt bei der vorgezogenen Unterhauswahl einige Mandate hinzu, erreicht jedoch nicht die absolute Mehrheit. Die aktuelle Minderheitsregierung soll nach dem Willen von Stephen Harper fortgeführt werden.[51]
- Tokio/Japan: Der Aktienindex Nikkei 225 verbucht mit 14,15 % den größten Tagesgewinn seit seiner Einführung vor 58 Jahren.[52]

### Mittwoch, 15. Oktober 2008
- Baku/Aserbaidschan: Der Amtsinhaber İlham Əliyev gewinnt die Präsidentschaftswahl in Aserbaidschan.[53]
- Brüssel/Belgien: Der Präsident der Kommission der Europäischen Union José Manuel Barroso kündigt ein baldiges Treffen der Regierungschefs der Gruppe der Acht und eines Vertreters der Europäischen Union an, um Wege aus der Finanzkrise zu besprechen.[54]
- Kambodscha, Thailand: Bei Feuergefechten im Konflikt um die Grenzziehung zwischen Kambodscha und Thailand in der Nähe des Hindu-Tempels Prasat Preah Vihear werden zwei kambodschanische Soldaten getötet.[55]
- Nassau County/Vereinigte Staaten: Bei der dritten Präsidentschaftsdebatte an der Hofstra University führen die Präsidentschaftskandidaten Barack Obama von der Demokratischen Partei und John McCain von der Republikanischen Partei immer wieder Samuel „Joe“ Wurzelbacher als Joe der Klempner aus der Stadt Holland in Ohio als beispielhaften Profiteur ihrer beabsichtigten Wirtschaftspolitik ins Feld.[56]
- New York/Vereinigte Staaten: Der amerikanische Aktienindex Dow Jones Industrial Average verbucht nach dem Bekanntwerden schlechter Konjunkturdaten den zweitgrößten Tagesverlust nach Punkten seiner Geschichte.[57]
- Österreich: Der österreichische Radrennfahrer Bernhard Kohl, Dritter der Tour de France 2008, gesteht das Doping mit dem EPO-Derivat CERA ein.[58]

### Donnerstag, 16. Oktober 2008

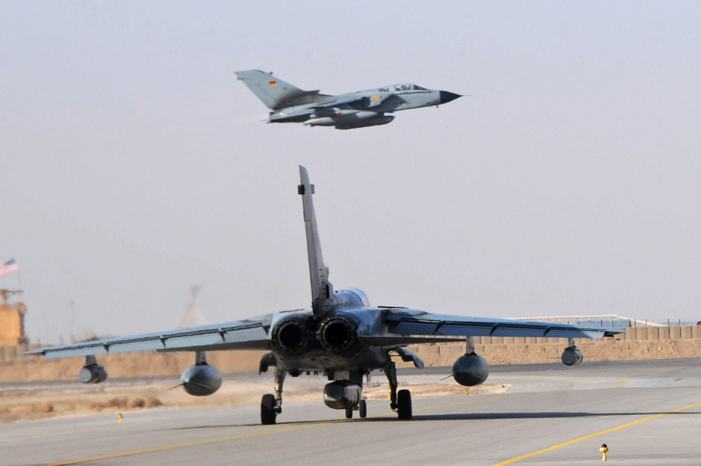
Die Luftwaffe der Bundeswehr im Camp Marmal in Afghanistan

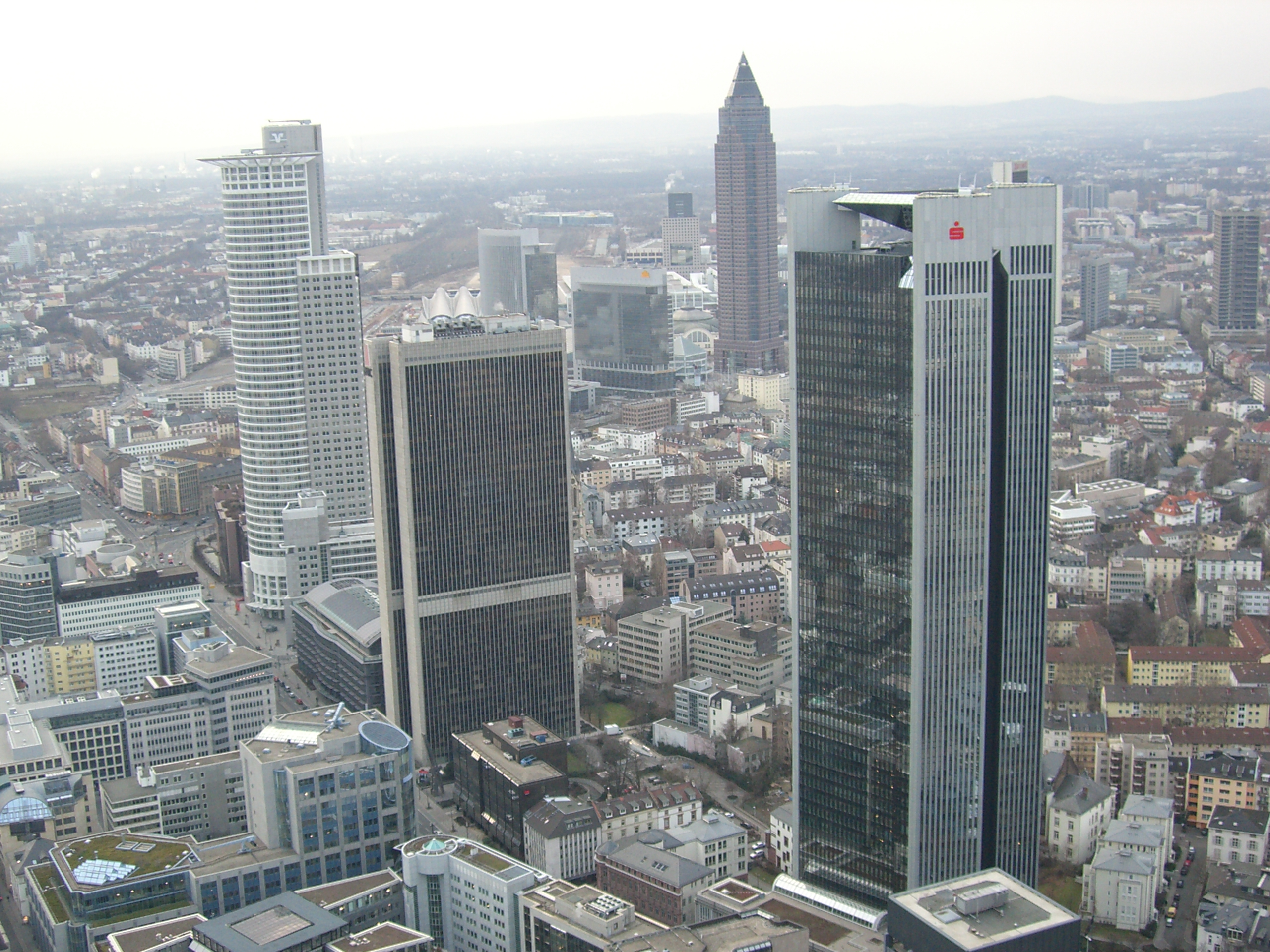
Frankfurter Bankenviertel

- Berlin/Deutschland: Der Bundestag stimmt der Vorlage über eine Verlängerung um 14 Monate sowie die Ausweitung des Bundeswehr-Einsatzes in Afghanistan im Rahmen der ISAF-Mission zu. Damit kann die ISAF bis zu 1.000 zusätzliche Bundeswehr-Soldaten anfordern.[59]
- Berlin/Deutschland: Im Streit um den Fonds zur Stabilisierung der deutschen Banken im Volumen von 480 Milliarden Euro regeln die Bundesregierung und die Ministerpräsidenten der deutschen Länder die Aufteilung der Finanzierung: 65 % der Lasten im Extrahaushalt soll der Bundeshaushalt übernehmen und 35 % die Länder. Dabei darf der Beitrag der Länder die Grenze von 7,7 Milliarden Euro nicht überschreiten. Das Finanzmarktstabilisierungsgesetz soll am 17. Oktober sowohl vom Bundestag als auch vom Bundesrat beschlossen werden und der Fonds anschließend von einer neugeschaffenen Finanzmarktstabilisierungsanstalt als Anstalt des öffentlichen Rechts bei der Deutschen Bundesbank betreut werden.[60]
- Berlin/Deutschland: Im Stadtteil Heinersdorf wird die Khadija-Moschee der Ahmadiyya-Muslim-Gemeinschaft eingeweiht, die seit den 1920er Jahren in Berlin besteht. Das Gebäude ist der erste islamische Sakralbau im ehemaligen Ost-Berlin.[61]
- Tokio/Japan: Der Aktienindex Nikkei 225 erleidet aufgrund von Konjunktursorgen mit einem Minus von über 11 % den größten Tagesverlust seit dem 20. Oktober 1987.[62]

### Freitag, 17. Oktober 2008
- Berlin/Deutschland: Der Deutsche Bundestag, der Bundesrat und Bundespräsident Horst Köhler verabschieden das Eilgesetz zur Stabilisierung der Finanzmärkte.[63]
- Brüssel/Belgien: Ergänzend zum Treffen der 27 Staats- und Regierungschefs der Mitgliedstaaten der Europäischen Union am 12. und 13. Oktober beschließen die Teilnehmer eine engere Kooperation ihrer Staaten am Finanzmarkt und erklären sich bereit, eine internationale Finanzmarktaufsicht zu etablieren.
- Frankfurt am Main/Deutschland: Der deutsche Maler und Bildhauer Anselm Kiefer erhält den Friedenspreis des Deutschen Buchhandels.[64]
- New York/Vereinigte Staaten: Die Generalversammlung der Vereinten Nationen (UN) wählt Japan, Mexiko, Österreich, die Türkei und Uganda zu nichtständigen Mitgliedern des UN-Sicherheitsrats ab Januar 2009.[65]

### Samstag, 18. Oktober 2008

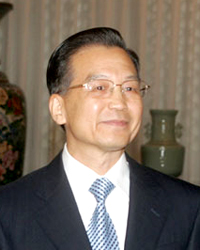
Wen Jiabao

- Peking/China: Die chinesische Regierung unter Wen Jiabao verabschiedet Regelungen, die die Freiheiten ausländischer Journalisten bei Recherchen in China erweitern.[66]

### Sonntag, 19. Oktober 2008

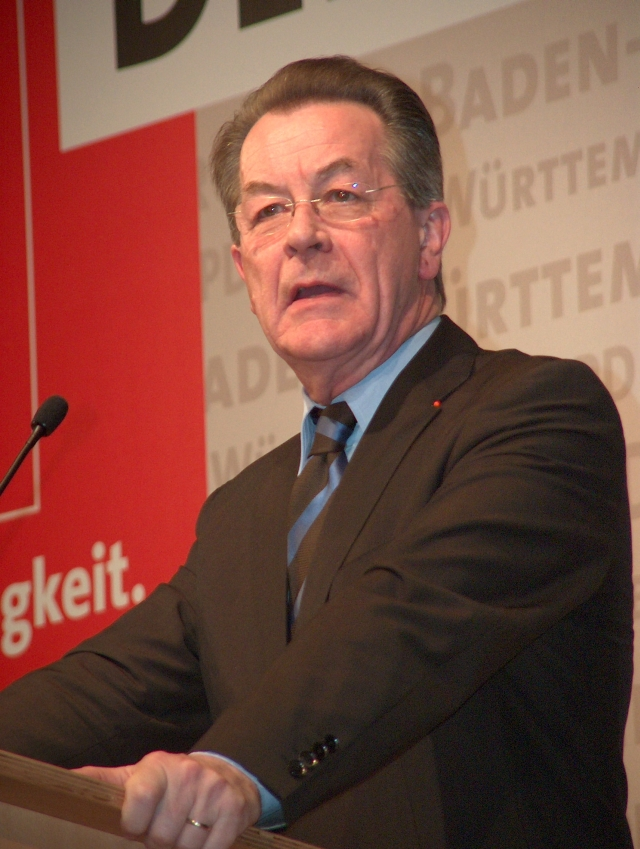
Franz Müntefering

- Berlin/Deutschland: Nach dem Rücktritt des Parteivorsitzenden Kurt Beck Anfang September wählen die Delegierten des SPD-Parteitags mit Franz Müntefering einen Nachfolger. Außerdem wird der Bundesminister des Auswärtigen Frank-Walter Steinmeier offiziell als SPD-Spitzenkandidat bei der Bundestagswahl 2009 bestätigt.[67]
- Kwajalein/Marshallinseln: Der NASA-Forschungssatellit Interstellar Boundary Explorer startet an Bord einer Pegasus-Rakete von der Kwajalein Missile Range ins Weltall. Er soll Erkenntnisse zur Wechselwirkung des Sonnenwinds mit der interstellaren Materie liefern.[68]
- Peking/China: Die chinesische Regierung verabschiedet eine Agrarreform zum Ausbau der Privat- und Marktwirtschaft.[69]
- Washington, D.C./Vereinigte Staaten: Colin Powell, ehemaliger Außenminister in der republikanischen Regierung George W. Bush, stellt sich im Wahlkampf zur Präsidentschaftswahl im November auf die Seite des Kandidaten der Demokratischen Partei Barack Obama.[70]

### Montag, 20. Oktober 2008
- Jerusalem/Israel: Die Vorsitzende der israelischen Kadima-Partei Tzipi Livni erhält von Präsident Schimon Peres die Erlaubnis, noch zwei weitere Wochen nach Koalitionspartnern für die Bildung einer Regierung zu suchen. Bisher einigten sich nur die Parteien Kadima und Awoda, zu wenig für eine Wahl Livnis zur Ministerpräsidentin.[71]
- Kundus/Afghanistan: Bei einem Selbstmordanschlag der Taliban auf eine ISAF-Einheit im Norden Afghanistans werden fünf Kinder und zwei Bundeswehrsoldaten getötet.[72]
- Washington, D.C./Vereinigte Staaten: Notenbankchef Ben Bernanke fordert wegen des zögerlichen Verhaltens von Kapitalgebern am Finanzmarkt und wegen der Wachstumsschwäche der amerikanischen Wirtschaft weitere Maßnahmen, um Unternehmern und Konsumenten die Aufnahme von Krediten zu erleichtern. Die Stabilisierung des Finanzsystems durch den Staat sei ein erster Schritt, um die wirtschaftliche Flaute zu bekämpfen, doch kurzfristig sei keine Besserung der Konjunkturdaten zu erwarten.[73]

### Dienstag, 21. Oktober 2008

Logo der Bayerischen Landesbank

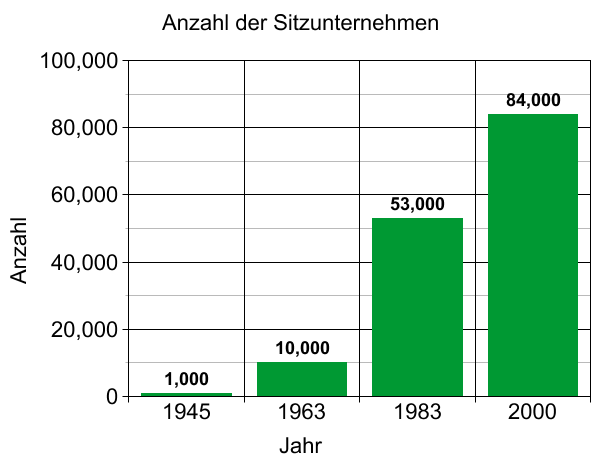
Zunahme der Sitzunternehmen in Liechtenstein, das auf der „schwarzen Liste der Steuerparadiese“ der OECD steht

- Berlin/Deutschland: Die von der Organisation für wirtschaftliche Zusammenarbeit und Entwicklung erstellte jährliche Studie zur relativen Armut verzeichnet einen starken Anstieg derselben in Deutschland.[74]
- Imphal/Indien: Bei einem Bombenanschlag in der indischen Stadt Imphal sterben 14 Menschen.[75]
- Moskau/Russland: Der Iran, Katar und Russland planen die Gründung einer „Gas-OPEC“. Neben diesen drei Staaten bekundeten auch Ägypten, Algerien, Indonesien, Libyen, Nigeria und Venezuela Interesse an einer solchen Organisation. Der neue Verbund soll das Forum Gas exportierender Länder ablösen.[76]
- München/Deutschland: Die Landesbank BayernLB fasst als erste Bank den Beschluss, Hilfen aus dem Sondervermögen des Bundes und der Länder nach dem Finanzmarktstabilisierungsgesetz in Anspruch zu nehmen.[77]
- Paris/Frankreich: Regierungsvertreter aus zwanzig Ländern beraten ein konzertiertes Vorgehen gegen „Steuerparadiese“. Im Vorfeld forderte Frankreichs Ministerpräsident François Fillon für die Zeit nach der Finanzkrise: „Bevor das Finanzsystem wieder aufgebaut werden kann, müssen die ‚schwarzen Löcher‘ verschwinden.“ Der deutsche Bundesminister der Finanzen Peer Steinbrück beklagt, dass z. B. die Schweiz „nicht die nötigen Informationen“ liefere, um Steuerflucht nachzuweisen. Auch Liechtenstein und Österreich würden sich kooperationsunwillig zeigen.[78]
- Washington, D.C./Vereinigte Staaten: Die Währungsbehörde Federal Reserve stützt Geldmarktfonds mit 540 Milliarden US-Dollar.[79]

### Mittwoch, 22. Oktober 2008

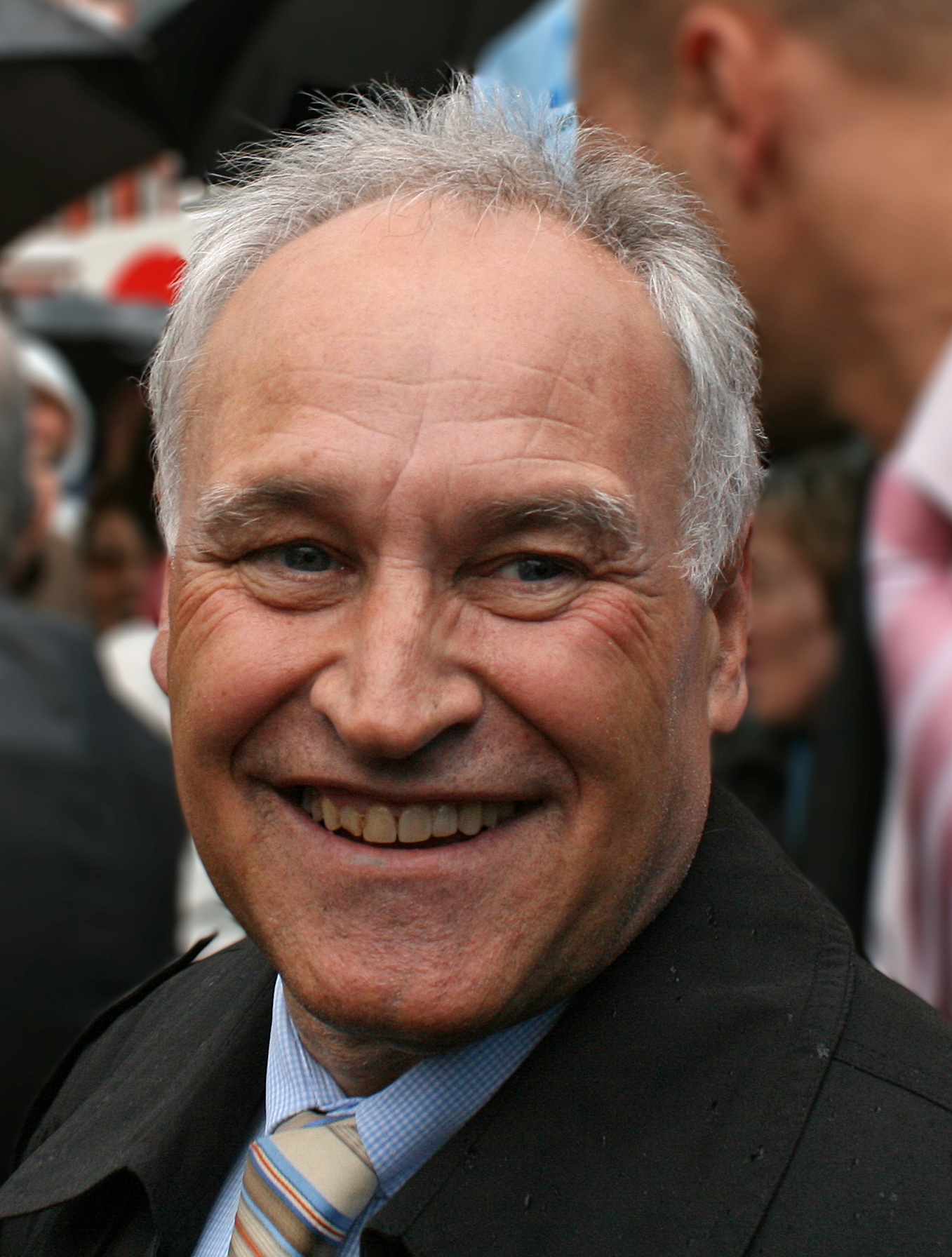
Erwin Huber

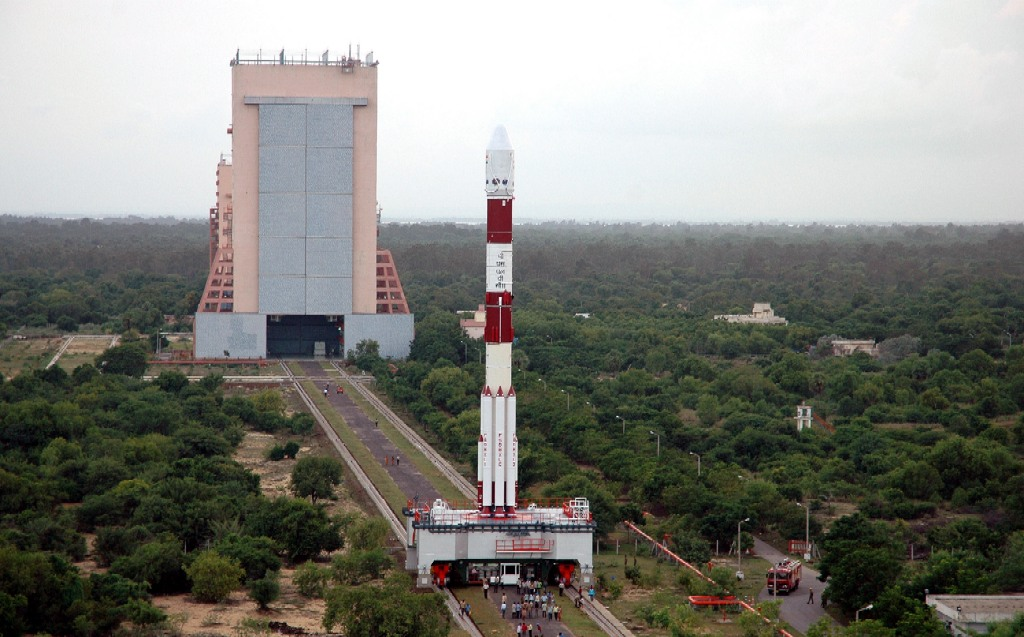
Trägerrakete PSLV-C11 der Mondmission Indiens

- Budapest/Ungarn: Die Ungarische Zentralbank erhöht den Leitzins um 300 Basispunkte, um eine sich anbahnende Krise der nationalen Währung Forint zu verhindern und die Kapitalflucht zu stoppen. Der Zinssatz liegt nun bei 11,5 %.[80]
- Frankfurt am Main/Deutschland: Staatsanwaltschaft und Bundeskriminalamt durchsuchen in Zusammenhang mit einer Millionenüberweisung an die seit September insolvente Bank Lehman Brothers mehrere Geschäftsräume der KfW Bankengruppe. Nach Angaben der Staatsanwaltschaft besteht gegen die KfW-Vorstände der Verdacht der Untreue.[81]
- München/Deutschland: Wegen der Milliardenverluste der Landesbank BayernLB kündigt der Verwaltungsratsvorsitzende Erwin Huber (CSU) seinen Rücktritt vom Amt des Bayerischen Finanzministers an.[82]
- Sriharikota/Indien: Vom Satish Dhawan Space Centre startet Indien mit der Raumsonde Chandrayaan-1 seine erste Mondmission.[83]

### Donnerstag, 23. Oktober 2008
- Berlin/Deutschland: Die Deutsche Rentenversicherung soll 44,5 Millionen Euro und die Unfallversicherung soll 57,6 Millionen Euro bei einem Tochterunternehmen der seit September insolventen US-Bank Lehman Brothers angelegt haben. Die Gelder sind über den Einlagensicherungsfonds der Banken gesichert.[84]
- Paris/Frankreich: Im Rahmen der französischen Präsidentschaft im Rat der Europäischen Union (EU) kündigt Frankreichs Präsident Nicolas Sarkozy vor dem EU-Parlament die Gründung eines nationalen Staatsfonds an, der verhindern soll, dass ausländische Investoren strategisch wichtige Unternehmen mit schwacher Ausstattung an Eigenkapital übernehmen. Damit wäre die Teilverstaatlichung französischer Schlüsselindustrien möglich. Die Bank Caisse des Dépôts et Consignations soll den Interventionsfonds verwalten.[85]
- Straßburg/Frankreich: Das Europäische Parlament erkennt dem chinesischen Bürgerrechtler Hu Jia den Sacharow-Preis für geistige Freiheit zu.[86]

### Freitag, 24. Oktober 2008
- Frankfurt am Main/Deutschland, Tokio/Japan: Die Befürchtungen um eine Verschärfung der Finanzkrise intensivieren sich wieder und führen dazu, dass einige Aktienindizes stark nachgeben. Der japanische Nikkei 225 verliert 9 % und der Deutsche Aktienindex zeitweise 11 %, er notiert letztlich aber nur 5 % schwächer als zu Handelsbeginn. Die Häufung negativer Meldungen von den Wertpapierbörsen lässt einige Medien und Wirtschaftswissenschaftler bereits ein baldiges Überspringen der „Panik“ auf private Sparer vermuten. Die Liquidität der Finanzmarktakteure gegenüber Kleinanlegern ist durch eine Erklärung der Bundesregierung nominell gesichert.[87]
- Peking/China: Das Asien-Europa-Treffen findet statt.
- Zagreb/Kroatien: Der Chefredakteur der Zeitung National Ivo Pukanić wird bei einem Autobombenanschlag getötet.[88]

### Samstag, 25. Oktober 2008
- Bilbao/Spanien: Das Referendum über eine weitgehende Autonomie im Baskenland findet statt.

### Sonntag, 26. Oktober 2008

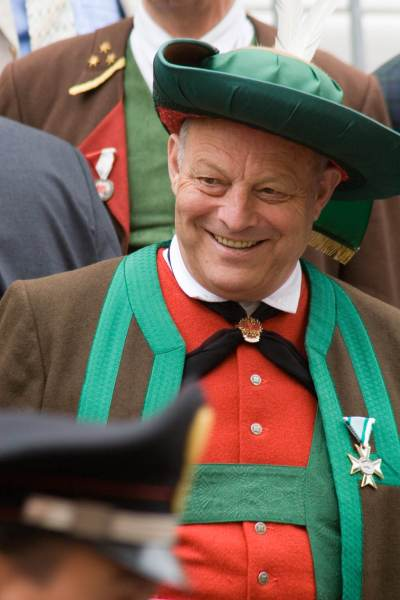
Luis Durnwalder, Spitzenkandidat der Südtiroler Volkspartei

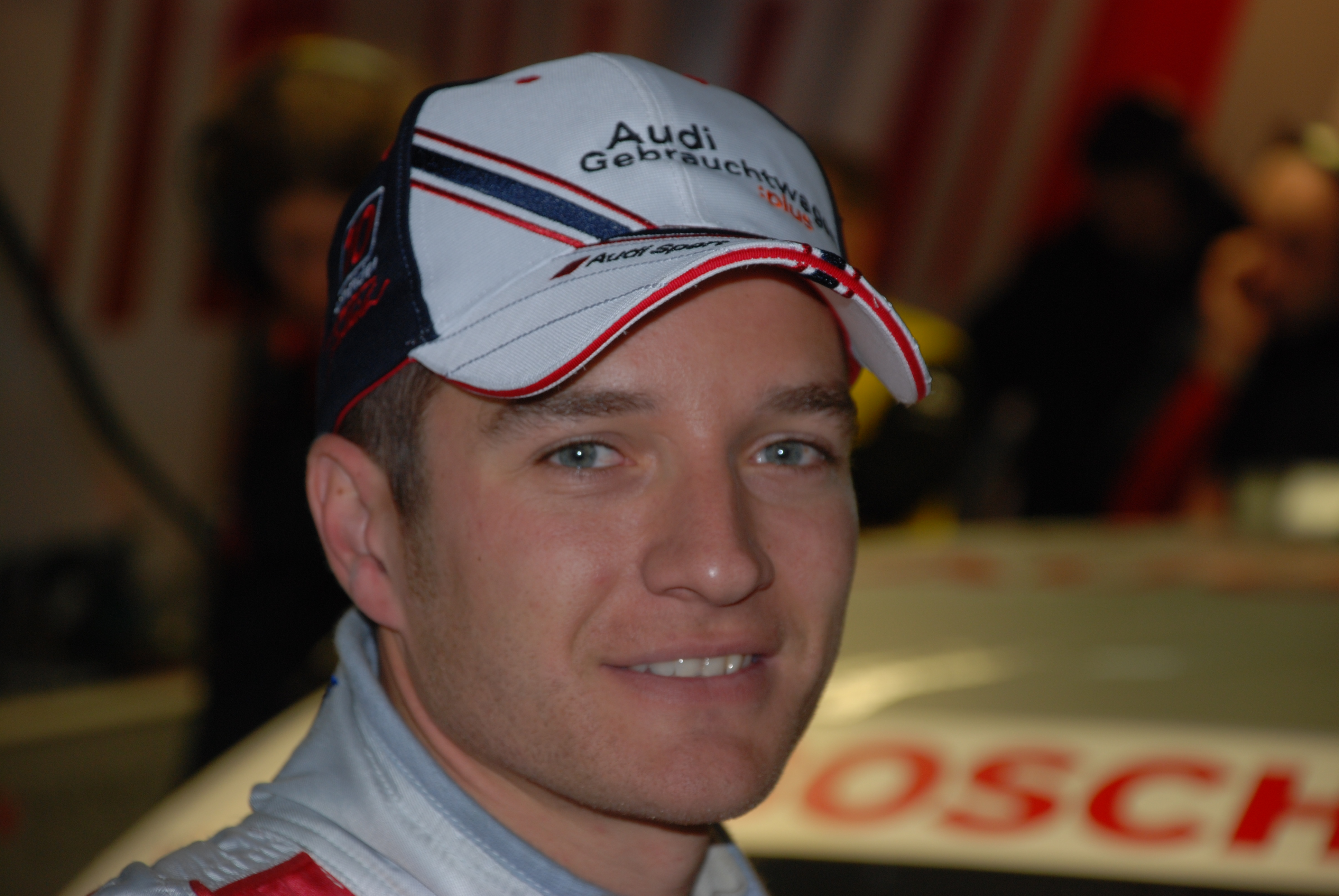
Timo Scheider

- Bozen/Italien: Bei der Wahl zum Südtiroler Landtag erleidet die Südtiroler Volkspartei hohe Verluste und verteidigt knapp ihre absolute Mehrheit der Sitze im Parlament.[89]
- Hockenheim/Deutschland: Der Deutsche Timo Scheider gewinnt das Tourenwagen-Rennen auf dem Hockenheimring und wird erstmals DTM-Champion.
- Pakistan: Im Drohnenkrieg des amerikanischen Nachrichtendiensts CIA, der die Terrororganisation Taliban treffen soll, sterben nach Angaben britischer Journalisten mindestens 17 Pakistani. Allein im laufenden Monat sollen in Pakistan bisher über 50 Personen durch US-Drohnen ums Leben gekommen sein. Den Einsatz von Bodentruppen in der Region lehnt die US-Regierung ab.[90]
- Rostock/Deutschland: Ernst Ulrich von Weizsäcker und Holger Zinke werden mit dem Deutschen Umweltpreis geehrt.[91]

### Montag, 27. Oktober 2008
- Abu Kamal/Syrien: Eine Spezialeinheit der Streitkräfte der Vereinigten Staaten greifen einen Bauernhof im syrischen Grenzgebiet zum Irak an. Dabei werden nach syrischen Angaben acht Einheimische getötet.[92]
- München/Deutschland: Mit 104 von 184 Stimmen wählt der Bayerische Landtag den CSU-Vorsitzenden Horst Seehofer zum neuen Ministerpräsidenten.[93]
- Tokio/Japan: Der Aktienindex Nikkei 225 fällt auf 7.162 Punkte und damit auf den niedrigsten Stand seit 1982.[94]

### Dienstag, 28. Oktober 2008
- Brüssel/Belgien: Die Kommission der Europäischen Union genehmigt vor dem Hintergrund der aktuellen Finanzkrise das Rettungspaket der deutschen Bundesregierung in Höhe von 500 Milliarden Euro zur Unterstützung der Banken in Deutschland.[95]
- Frankfurt am Main/Deutschland: Der Kurs der Aktien der Volkswagen AG schlägt weit nach oben aus und verhilft dem Aktienindex DAX zu einem Tagesplus von 11 %. Dies führt zu Kritik an der Deutschen Börse, weil der Index nicht mehr repräsentativ sei. Vorübergehend ist VW vor dem amerikanischen Unternehmen ExxonMobil das teuerste Unternehmen der Welt. Grund für den Zuwachs ist die Mitteilung der Porsche AG, ihren Anteil an VW erhöht zu haben, so dass nur noch ungefähr 6 % aller VW-Aktien am Markt sind.[96]

### Mittwoch, 29. Oktober 2008
- Belutschistan/Pakistan: Bei einem Erdbeben der Stärke 6,4 Mw in der südwestlichen Provinz Belutschistan sterben mindestens 230 Menschen.[97][98]
- Budapest/Ungarn: Der Internationale Währungsfonds, die Europäische Union und die Weltbank sagen Ungarn zur Abwehr eines drohenden Staatsbankrotts infolge der weltweiten Finanzkrise Kredite in der Höhe von rund 20 Milliarden Euro zu.[99]
- Malé/Malediven: Mohamed Nasheed von der Demokratischen Partei gewinnt die erste demokratischen Ansprüchen genügende Präsidentschaftswahl der Republik gegen Maumoon Abdul Gayoom.[100]

### Donnerstag, 30. Oktober 2008

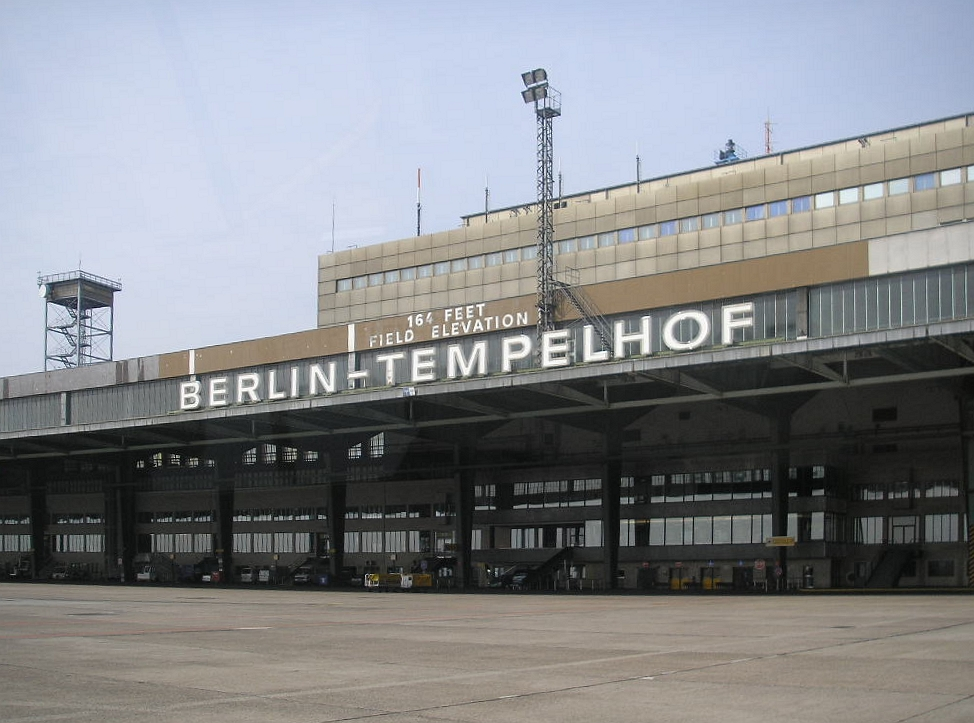
Vorfeld des Flughafens Berlin-Tempelhof

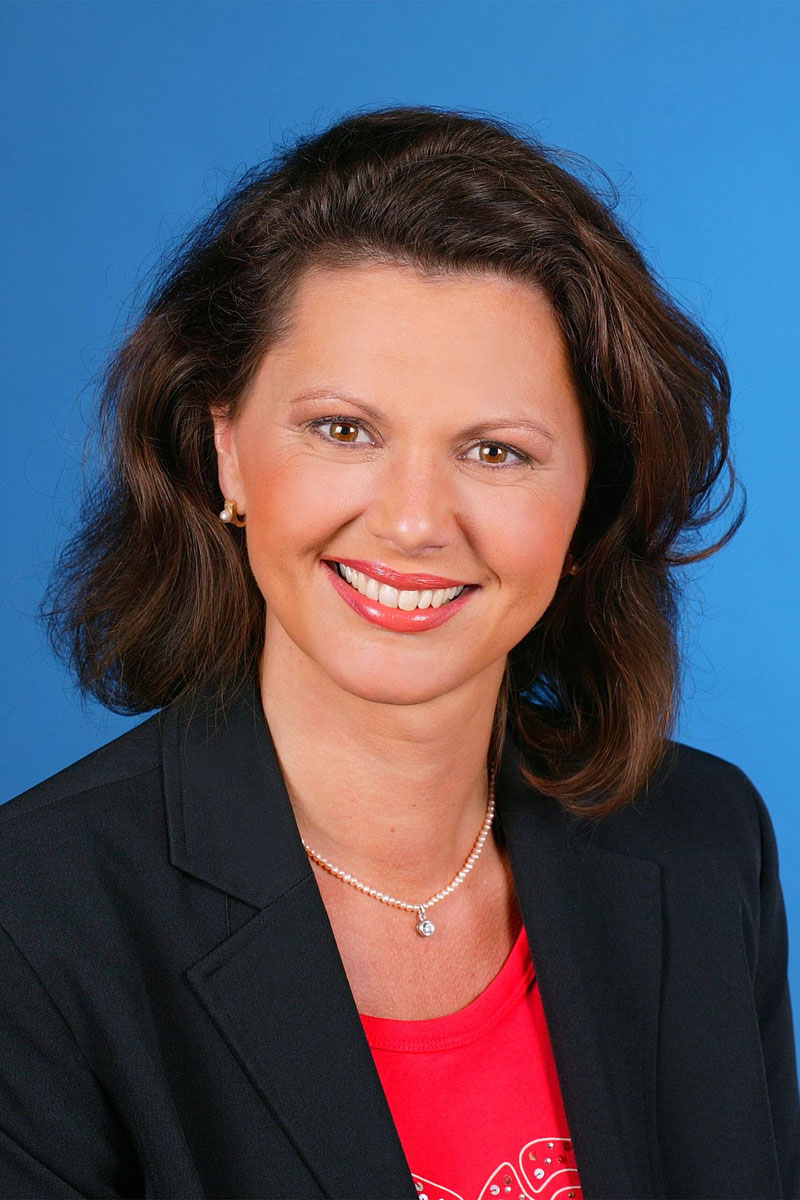
Ilse Aigner

- Berlin/Deutschland: Der Flughafen Berlin-Tempelhof wird in der Nacht zum 31. Oktober nach 85 Jahren Betriebszeit geschlossen. Die letzten beiden startenden Flugzeuge sind ein Rosinenbomber und eine Junkers Ju 52/3m. Sie heben kurz vor Mitternacht in Richtung Flughafen Schönefeld ab.[101]
- Berlin/Deutschland: Die CSU-Politikerin Ilse Aigner wird als Nachfolgerin Horst Seehofers zur Bundesministerin für Ernährung, Landwirtschaft und Verbraucherschutz ernannt.[102]
- Gauhati/Indien: Bei Bombenanschlägen im nordöstlichen Bundesstaat Assam werden mindestens 80 Menschen getötet.[103]
- Goma/DR Kongo: Zehntausende Menschen fliehen wegen einer Offensive von Tutsi-Rebellen aus der Stadt.[104]
- Lusaka/Sambia: Bei der Wahl in Sambia wird Rupiah Banda von der Patriotischen Front mit einem knappen Ergebnis von 40,09 % gegenüber 38,13 % zum neuen Präsidenten gewählt.[105]
- München/Deutschland: Die CSU beruft den 37-jährigen Karl-Theodor Freiherr von und zu Guttenberg zum neuen Generalsekretär.[106]
- Nürnberg/Deutschland: Für den Oktober 2008 notiert die Bundesagentur für Arbeit erstmals seit 16 Jahren weniger als drei Millionen Arbeitslose im Monatsmittel in Deutschland. Die Arbeitslosenquote beträgt 7,2 %.[107]
- Pamplona/Spanien: Bei der Explosion einer Autobombe an der privaten Universität Navarra in der Region Navarra werden mindestens 15 Menschen verletzt. Darüber hinaus entstehen erhebliche Sachschäden an den Gebäuden der Universität. Die Polizei macht die baskische Terrororganisation ETA für den Anschlag verantwortlich.[108]

### Freitag, 31. Oktober 2008
- Berlin/Deutschland: Bundesverkehrsminister Wolfgang Tiefensee gerät im Streit um Bonuszahlungen für den Vorstand der Deutschen Bahn AG unter Druck. Tiefensee wusste früher als bisher angegeben von den geplanten Zahlungen.[109]
- Frankfurt am Main/Deutschland: Nach den Kapriolen des Aktienkurses der Volkswagen AG stellt die Deutsche Börse neue Regeln auf. Demnach kann eine Aktie bei hohen Kursausschlägen und einer hohen Gewichtung kurzfristig aus dem Index genommen werden.[110]